# 米奇·布思
米奇·布思（英語：Mitch Booth，1963年1月4日—），澳大利亚、荷兰男子帆船运动员。他曾代表澳大利亚、荷兰参加1992年、1996年、2004年和2008年夏季奥林匹克运动会帆船比赛，获得一枚银牌和一枚铜牌。